# Pumpspeicherkraftwerk Tanes
Das Pumpspeicherkraftwerk Tanes ist ein Pumpspeicherkraftwerk (PSK) in Asturien, Spanien. Es liegt am Nalón zwischen der Talsperre Rioseco (spanisch Presa de Rioseco) und der Talsperre Tanes (spanisch Presa de Tanes). Das PSK wurde von 1970 bis 1978 errichtet. Es ist im Besitz von EDP (Hidroeléctrica del Cantábrico, S.A.) und wird auch von EDP betrieben.

## Talsperre Tanes
Die Talsperre liegt in den Gemeinden Caso und Sobrescobio. Sie staut den Nalón zu einem Stausee auf, der als Oberbecken des PSK verwendet wird. Die Talsperre dient sowohl der Stromerzeugung als auch der Trinkwasserversorgung. Sie wurde 1978 (bzw. 1979) fertiggestellt. Die Talsperre ist im Besitz der Hidroeléctrica del Cantábrico, S.A. und des Consorcio de Aguas de Asturias und wird auch von den beiden Unternehmen betrieben.

### Absperrbauwerk
Das Absperrbauwerk ist eine Gewichtsstaumauer aus Beton mit einer Höhe von 95 m über der Gründungssohle. Die Mauerkrone liegt auf einer Höhe von 495 m über dem Meeresspiegel. Die Länge der Mauerkrone beträgt 195 m. Das Volumen der Staumauer beträgt 337.000 m³.
Die Staumauer verfügt sowohl über einen Grundablass als auch über eine Hochwasserentlastung. Über den Grundablass können maximal 21,8 (bzw. 48) m³/s abgeleitet werden, über die Hochwasserentlastung maximal 426 (bzw. 737) m³/s. Das Bemessungshochwasser liegt bei 730 m³/s.

### Stausee
Beim normalen Stauziel von 491 (bzw. 493) m erstreckt sich der Stausee über eine Fläche von rund 0,63 (bzw. 1,43 oder 1,59) km² und fasst 33 (bzw. 34 oder 36) Mio. m³ Wasser; davon können 25,3 (bzw. 29) Mio. m³ genutzt werden.

## Talsperre Rioseco
Die Talsperre liegt in der Gemeinde Sobrescobio. Sie staut den Nalón zu einem Stausee auf, der als Unterbecken des PSK verwendet wird. Die Talsperre dient sowohl der Stromerzeugung als auch dem Hochwasserschutz. Sie wurde 1978 (bzw. 2007) fertiggestellt. Die Talsperre ist im Besitz der Hidroeléctrica del Cantábrico, S.A. und des Consorcio de Aguas de Asturias und wird auch von den beiden Unternehmen betrieben.

### Absperrbauwerk
Das Absperrbauwerk ist eine Gewichtsstaumauer aus Beton mit einer Höhe von 28,5 (bzw. 29) m über der Gründungssohle. Die Mauerkrone liegt auf einer Höhe von 383 m über dem Meeresspiegel. Die Länge der Mauerkrone beträgt 101 m. Das Volumen der Staumauer beträgt 37.000 m³.
Die Staumauer verfügt sowohl über einen Grundablass als auch über eine Hochwasserentlastung. Über den Grundablass können maximal 53 m³/s abgeleitet werden, über die Hochwasserentlastung maximal 575 (bzw. 850) m³/s. Das Bemessungshochwasser liegt bei 830 m³/s.

### Stausee
Beim normalen Stauziel von 379,5 (bzw. 380 oder 381) m erstreckt sich der Stausee über eine Fläche von rund 0,55 (bzw. 0,63) km² und fasst 3,72 (bzw. 4 oder 5) Mio. m³ Wasser; davon können 2,82 (bzw. 3) Mio. m³ genutzt werden.

## Kraftwerk
Die installierte Leistung des PSK beträgt 123 (bzw. 124) MW. Die durchschnittliche Jahreserzeugung liegt bei 115 (bzw. 137) Mio. kWh. Das Kraftwerk ging 1978 in Betrieb. In dem unterirdischen Maschinenhaus sind zwei Francis-Pumpturbinen installiert. Die Nennspannung der Generatoren beträgt 10,5 kV. In der Schaltanlage wird die Generatorspannung mittels Leistungstransformatoren auf 136 kV hochgespannt.
Die maximale Leistungsaufnahme beträgt im Pumpbetrieb 110 (bzw. 114,5) MW. Die Fallhöhe beträgt im Turbinenbetrieb 102 m und im Pumpbetrieb 105 m. Der maximale Durchfluss liegt im Turbinenbetrieb bei 119,5 m³/s und im Pumpbetrieb bei 115 m³/s.